# La P'tite Hirondelle
 (avril 2018).
Si vous disposez d'ouvrages ou d'articles de référence ou si vous connaissez des sites web de qualité traitant du thème abordé ici, merci de compléter l'article en donnant les références utiles à sa vérifiabilité et en les liant à la section « Notes et références ».
La P'tite Hirondelle est une chanson française traditionnelle dont l'origine est à situer sans doute dans la France de Louis XVI. Il s'agit d'une forme rondeau dans lequel un couplet alterne avec un refrain.

## Paroles
Qu'est-ce qu'elle a donc fait 

La p'tite hirondelle

Elle nous a volé 

Trois p'tits sacs de blé

Nous la rattrap'ons

La p'tite hirondelle

Et nous lui donnerons 

Trois p'tits coups d'bâton.

Passe, passe, passera, la dernière, la dernière

Passe, passe, passera, la dernière y restera.

## Analyse
Aujourd'hui considérée comme une comptine pour les enfants qui la chantent en formant une ronde, La p'tite hirondelle évoque en réalité un fait qui ne concerne guère la sphère enfantine. En effet, l'hirondelle dont il est question ici est le nom que l'on donnait autrefois aux soldats de l'armée française de l'Ancien Régime en raison de leur uniforme qui rappelait le plumage des hirondelles : tricorne noir, habit bleu de roi à doublure blanche, parement et collet écarlate, veste et culotte blanches. 
Ainsi, la chanson ne raconte point l'histoire d'un petit volatile, à l'instar de la pie, qui se serait servi dans les réserves de blés de ceux qui chantent la chanson, mais évoque les rapines faites par les soldats dans les campagnes et promet à ces mêmes soldats peu honnêtes quelques bastonnades de vengeance. 

## Reprises
- Alain Souchon reprend le titre en 2011 sur son album À cause d'elles.

## Utilisations dans la littérature et au cinéma
Cette chanson a été utilisée comme musique du film La Petite Voleuse de Claude Miller en 1988, avec Charlotte Gainsbourg.